# Огневское
Огневское — село в Каслинском районе Челябинской области России. Административный центр Огневского сельского поселения.

## Географическое положение
Село Огневское находится на берегах озёр Большой и Малый Куяш, примерно в 50 километрах (по прямой) к северо-востоку от районного центра, города Касли, на высоте 182 метров над уровнем моря. Местность низменная, богатая доброкачественной водой, почва «беликовая» песчаная, неудобная для земледелия, лес березовый, сосна – редкость.

## История села
Поселение было основано государственными крестьянами Багарякской слободы. Происхождение топонима связано с фамилией первых поселенцев Огневых. Население занималось намывкой золота на расположенной южнее реке Синара. В 1929 году организованы два колхоза: имени Уральских красных партизан и имени Фрунзе, а позже, в 1931 году, ещё один — имени Ленина. В 1960 году в селе был создан свиноводческий совхоз «Багарякский», разукрупнённый в 1968 году. После этого был организован совхоз «Огневский». С точки зрения административно-территориального подчинения село до 1917 года было центром Огневской волости Шадринского округа Уральской области. В 20-х годах XX века село являлось центром Огневского сельсовета, входившего в состав Багарякского района.

## Ильинский храм

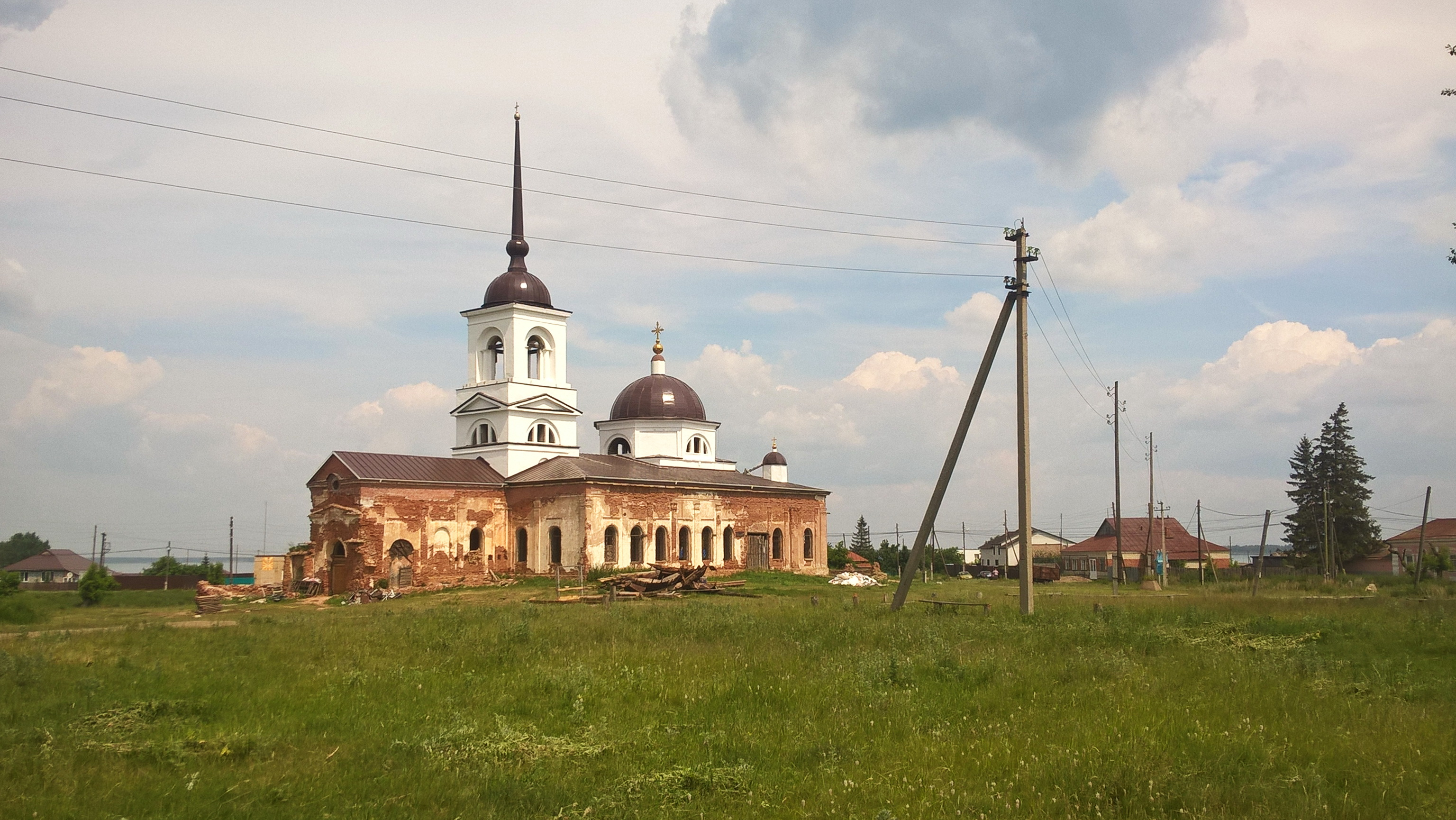
Ильинский храм

Первый деревянный храм был построен и освящён в 1778 году в честь святого пророка Илии по благословению Варлаама, Епископа Тобольского и Сибирского, на средства прихожан. В 1824 году был пристроен и освящён придел во имя святого великомученика Димитрия Солунского. В 1827 году деревянный храм был заменен каменным, с новым иконостасом в главном храме. В 1878 году по благословению Епископа Пермского и Верхотурского Антония были пристроены еще два придела каменных, правый – в честь святого великомученика Димитрия Солунского, а левый – святого Георгия Победоносца.

## Школа
В 1841 году была организована земская смешанная школа, а в 1901 году была открыта ещё школа грамоты.

## Население
| 2002 | 2010 |
| ---- | ---- |
| 815  | ↘601 |

По данным Всероссийской переписи, в 2010 году численность населения села составляла 601 человека (274 мужчины и 327 женщин).

## Улицы
Уличная сеть села состоит из 33 улиц и 4 переулков.